# Fedde de Jong
Fedde de Jong (* 13. Juni 2003 in Uitgeest, Niederlande) ist ein niederländischer Fußballspieler.
Er spielt auf der Position des offensiven Mittelfeldspielers. De Jong spielt beim SC Cambuur und ist niederländischer Nachwuchsnationalspieler.

## Karriere

### Verein
Fedde de Jong wurde in Uitgeest, einem Dorf in der Provinz Noord-Holland, geboren und spielte bis 2016 beim FC Uitgeest, bevor er in die Jugendabteilung von AZ Alkmaar wechselte. Am 2. November 2020 debütierte er beim 1:1-Unentschieden im Zweitligaspiel gegen den SC Telstar für die zweite Mannschaft seines Jugendvereins. In der Folgezeit kam de Jong häufiger für die Zweitvertretung der Alkmaarer zum Einsatz, ehe ihm in der Saison 2021/22 der Durchbruch gelang, als er sich, eingesetzt auf verschiedenen Positionen im Mittelfeld oder als rechter Außenstürmer, in der Stammelf etablieren konnte. Dabei erzielte er vier Tore und bereitete sechs weitere Treffer vor. Des Weiteren spielte Fedde de Jong mit der A-Jugend in der UEFA Youth League und erreichte mit seiner Mannschaft dort das Achtelfinale, wo Juventus Turin Endstation bedeutete. In der Saison 2022/23 kam er auch zu sporadischen Einsätzen in der ersten Mannschaft in der Eredivisie.
In der Sommertransferperiode der Saison 2023/24 wechselte de Jong zum zuvor aus der Eredivisie abgestiegenen SC Cambuur und unterschrieb einen Vertrag für drei Saisons.

### Nationalmannschaft
Fedde de Jong ist Nachwuchsnationalspieler der Niederlande und vertrat dabei sein Land in den Altersklassen U15, U16, U17, U19, U20 und U21.